# Instituto para la Información Científica
El Instituto para la Información Científica (Institute for Scientific Information (ISI) fue fundado por Eugene Garfield en 1960. Posteriormente adquirido por Thomson Scientific & Healthcare en 1992, se denominó como Thomson Reuters ISI, tras la compra de Reuters por Thomson, en el 2008. En 2016 Clarivate Analytics adquirió todo el conjunto de negocios de información científica, recuperando formalmente el ISI en 2018.
El ISI ofrece servicios de acceso a bases de datos bibliográficas, y está particularmente especializado en el análisis de citas, campo en el que Garfield fue pionero. Sus diferentes bases de datos de citas cubren miles de revistas. Es conocido como el Science Citation Index (SCI), que es posible consultar en línea a través del servicio Web of Science (WOS). Esta base de datos permite a los investigadores identificar qué artículo ha sido citado más frecuentemente, y quién lo ha citado.
ISI también tiene un Journal Citation Reports (Informe de Citas en Revistas) creado en 1976, que recoge el factor de impacto de cada una de las revistas que incluye. Dentro de la comunidad científica, el factor impacto desempeña un papel enorme y controvertido, en la determinación del reconocimiento atribuido a las publicaciones científicas.

## Historia y crecimiento
Desde la idea original, propuesta por Eugene Garfield hace 50 años, el Science Citation Index ha crecido de forma dramática en tamaño e influencia. La base de datos se ha expandido de 1,4 millones de citas, en 1964, hasta las 550 millones actuales (2005). La lista de fuentes de revistas consultadas ha crecido desde las 613 iniciales hasta las 15.721 actuales.